# Roszkowice (Nowy Sącz)
Roszkowice – część miasta Nowy Sącz, położona na północy miasta, w rejonie ulicy Zdrojowej.
Dawniej przysiółek Gołąbkowic, które w czasach autonomii galicyjskiej stanowiły podmiejską gminę w Bezirk Neu-Sandec. 3 czerwca 1911 Roszkowice odłączono od gminy Gołąbkowice i włączono do gminy Naściszowa.
1 sierpnia 1934 weszły w skład nowo utworzonej zbiorowej gminy Nowy Sącz w powiecie nowosądeckim w województwie krakowskim. 15 września 1934 Roszkowice weszły w skład gromady (sołectwa) Naściszowa w gminie Nowy Sącz. 1 lipca 1951 odłączone od Naściszowej i włączone do Nowego Sącza.